# Ängratörn
Ängratörn är en sjö i Ljusdals kommun i Hälsingland och ingår i Ljusnans huvudavrinningsområde. Sjön är 46 meter djup, har en yta på 1,17 kvadratkilometer och befinner sig 245,3 meter över havet. Sjön avvattnas av vattendraget Törnån. Vid provfiske har bland annat abborre, gädda, lake och löja fångats i sjön.

## Delavrinningsområde
Ängratörn ingår i det delavrinningsområde (686332-147927) som SMHI kallar för Utloppet av Ängratörn. Medelhöjden är 359 meter över havet och ytan är 32,53 kvadratkilometer. Det finns ett avrinningsområde uppströms, och räknas det in blir den ackumulerade arean 40,48 kvadratkilometer. Törnån som avvattnar avrinningsområdet har biflödesordning 3, vilket innebär att vattnet flödar genom totalt 3 vattendrag innan det når havet efter 167 kilometer. Avrinningsområdet består mestadels av skog (84 procent). Avrinningsområdet har 1,17 kvadratkilometer vattenytor vilket ger det en sjöprocent på 3,6 procent.

## Fisk
Vid provfiske har följande fisk fångats i sjön:
- Abborre
- Gädda
- Lake
- Löja
- Mört
- Sik

## Ängratörn i kulturen
Ängratörn och omgivande bygd har skildrats av Albert Viksten i boken Mitt paradis. Filmaren Jonas Sima har gjort i tv‐filmen Mitt paradis om Albert Viksten, Ängratörn och om boken Mitt paradis.

### Bildgalleri

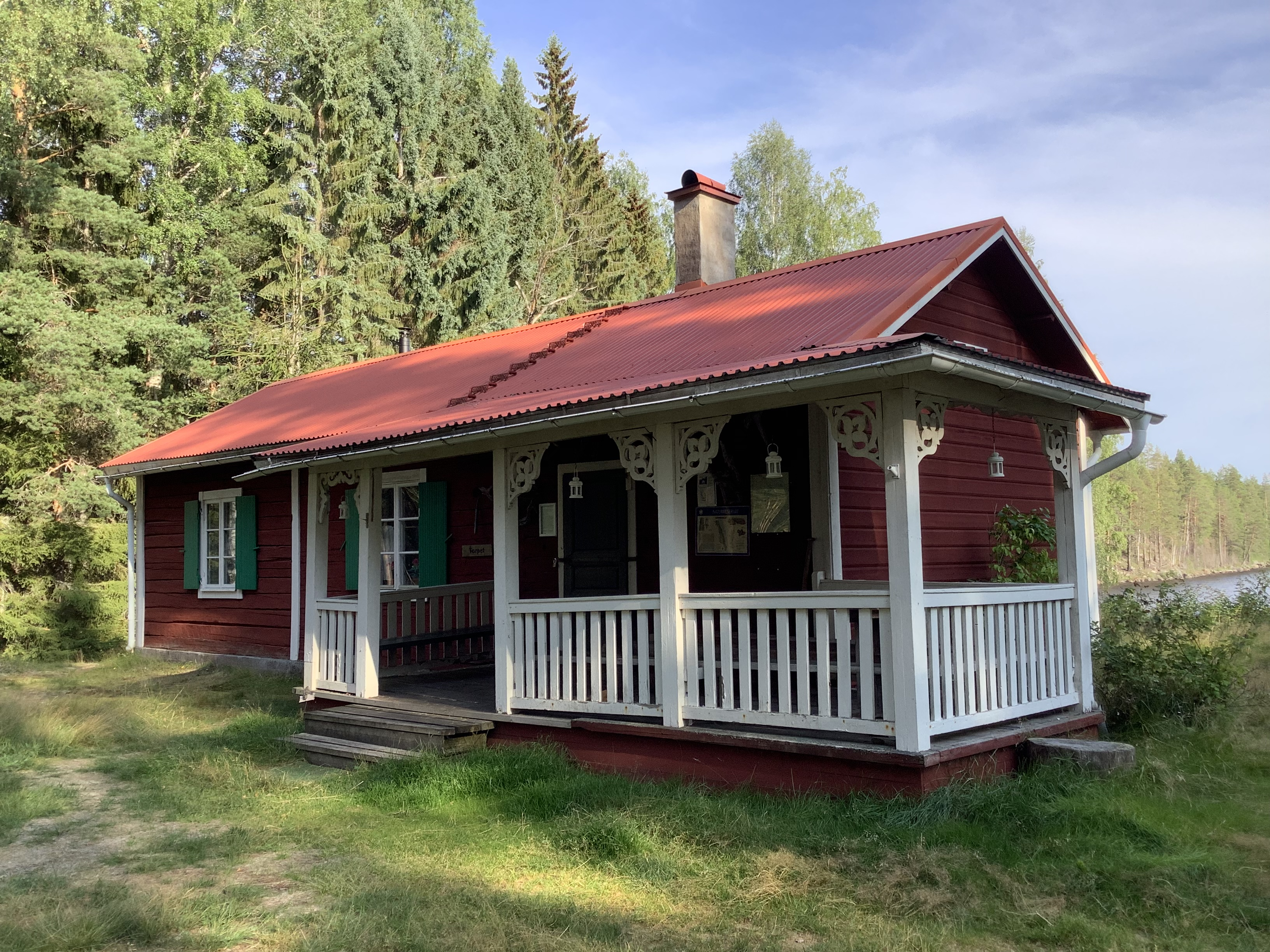
Vikstenstorpet vid Ängratörn.
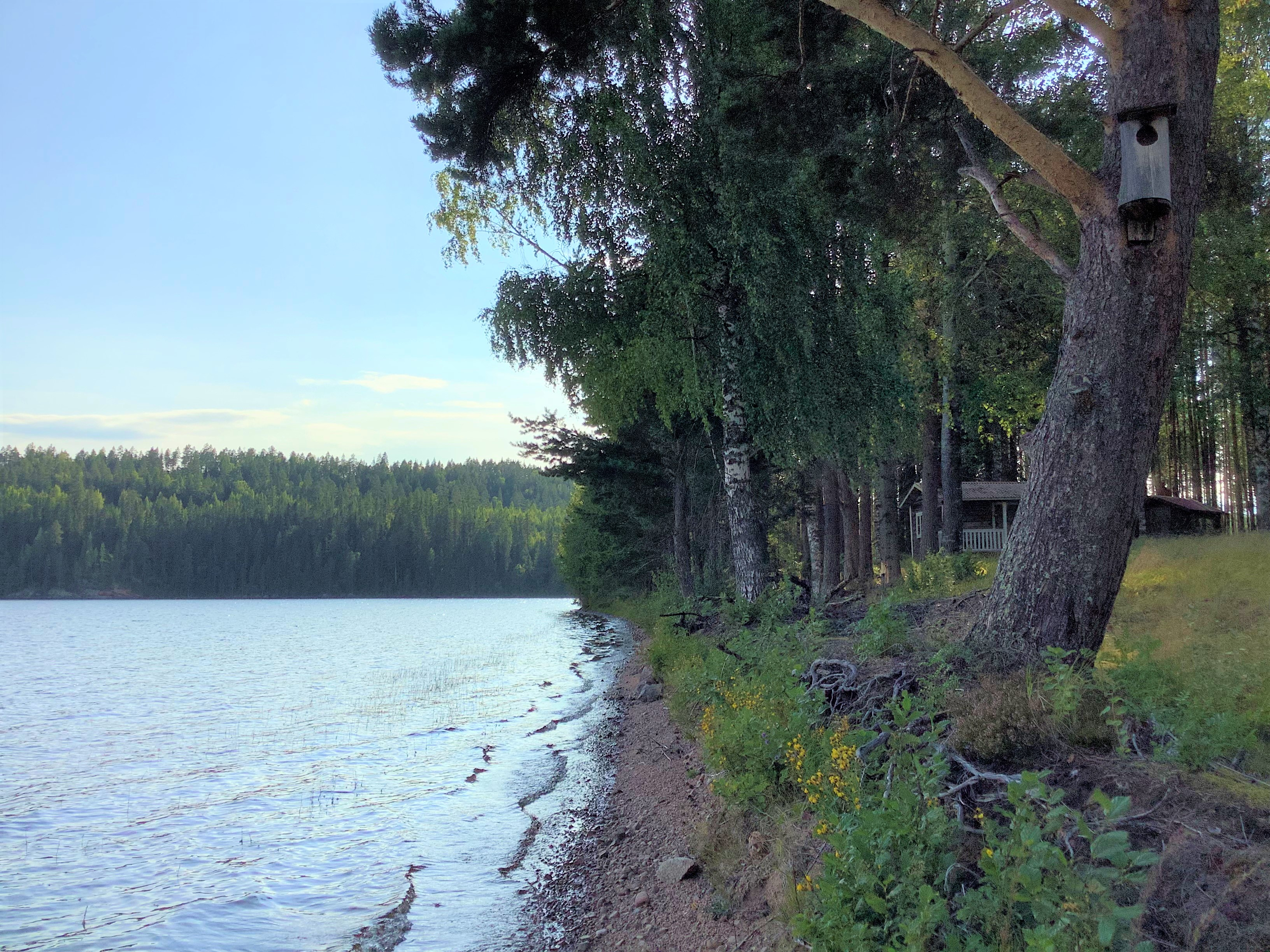
Albert Vikstens skrivarlya skymtar mellan träden.